# Бели јасен
Бели јасен (Fraxinus excelsior) је дрво висине од 30 до 40 m. Плод је крилата орашица, а цвета у априлу и мају. Значајна је шумска врста која насељава плоднија и умерено влажна станишта, у којима се ретко јавља сушни период. У младости добро подноси приличну засену, углавном у шумама букве. У Војводини се среће у шумским заједницама Вршачких планина и Фрушке горе. Зову га још и пољски јасен.

## Распрострањеност
Аутохтона је врста у већем делу континенталне Европе, источна граница ареала допире до планина Кавказ и Алборз. Најсевернија локација коју насељава је Тронхејмс фјорд у Норвешкој. Врста је узгајана и натурализована на Новом Зеланду и на одређеним локалитетима у САД и Канади.

## Лековита својства
Бели јасен се убраја у племените лишћарске врсте, а у лековите сврхе се користи његова кора, која се скупља у пролеће, са грана старих 2—3 године. У неким случајевима се користи и лист. Дроге белог јасена користе се као диуретик, дијафоретик и антиреуматик, јер садрже смоле, танине, инозитоле и др. Данас лист има ширу примену него кора, а користи се у изради различитих препарата. Јасенова кора се често употребљавала против свих врста грознице, чак и против маларије. У западним земљама чај од јасеновог лишћа или од биљних мешавина са овом дрогом се користе за лечење артритиса, реуматизма и улога. Сасвим ретко се у лековите сврхе данас користи и семе белог јасена.

## Галерија
- Крилате орашице.